# Уилям Б. Дейвис
Уилям Брус Дейвис (на английски: William Bruce Davis) (роден на 13 януари 1938 г.) е канадски актьор, познат с ролята си на Пушача в „Досиетата Х“. Участвал е в сериала „Старгейт“ в ролята на Дамарис и в „Смолвил“ в ролята на кмета Тейт.

## Личен живот
През 2011 г. Дейвис се жени за Еманюел Хърпин. Има две дъщери от първия си брак – Мелинда и Ребека, както и двама внуци.